# The Indianapolis Star
The Indianapolis Star ist eine amerikanische Tageszeitung aus Indianapolis, die 1903 gegründet wurde. Er erscheint von Montag bis Sonntag und hat den Medienkonzern Gannett als Eigentümer.

## Geschichte

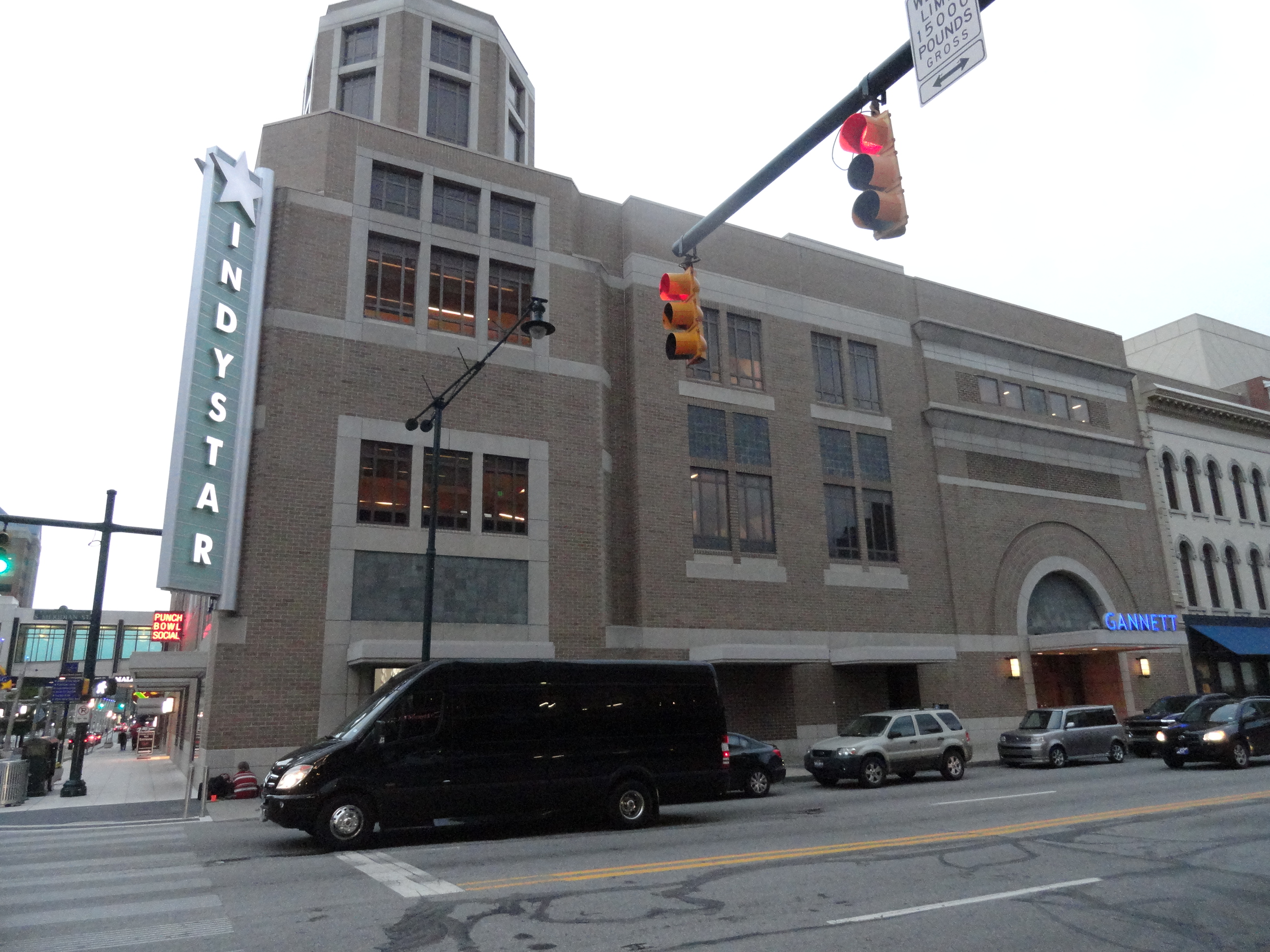
Redaktionsgebäude am Circle Centre

Der Indianapolis Star hat den aus Muncie stammenden Eisenbahn-Unternehmer George McCulloch als geistigen Vater. Die Zeitung, die am 6. Juni 1903 erstmals erschien und ein Grußwort von Präsident Theodore Roosevelt enthielt, wurde von Beginn an täglich aufgelegt und stand in Konkurrenz zum Indiana Journal und dem Indiana State Sentinel. Bis 1907 hatte der Indianapolis Star beide älteren Zeitungen aufgekauft beziehungsweise aus dem Markt verdrängt. In diesem Jahr bezog er auch das Redaktionsgebäude an der Ecke New York und Pennsylvania Street, das bis 2014 genutzt wurde. Seitdem ist der Sitz der Zeitung am Circle Centre. Bereits 1904 musste McCulloch den Indianapolis Star an Daniel G. Reid verkaufen, da er wegen zu niedriger Preise Verluste machte. Reid war ein sehr erfolgreicher Weißblechhersteller und gewann John Shaffer von der Chicago Post als Verleger und Herausgeber. Shaffer, der 1908 in einem Gerichtsverfahren die Aktienmehrheit am Indianapolis Star zugesprochen bekam, war bis zu seinem Tod im Jahr 1943 der Kopf der Zeitung. Unter seiner Ägide erwarb sich das Blatt den Ruf die „Zeitung der Geschäftsmänner“ zu sein und trat für soziale und ökonomische Reformen ein. Bekannte Journalisten des Indianapolis Stars während dieser Phase waren die in der Tradition von Nellie Bly stehende Mary E. Bostwick und der politische Kolumnist Maurice Early. Der Schriftsteller Booth Tarkington schrieb regelmäßig für diese Zeitung.
1944 setzte sich der Verleger und Radiounternehmer Eugene C. Pulliam gegen konkurrierende Angebote durch und kaufte den Indianapolis Star und den Muncie Star für 2,35 Millionen US-Dollar. Pulliam überarbeitete das Zeitungskonzept, um gegen die Abendzeitungen Indianapolis News und Indianapolis Times besser bestehen zu können. Dazu wurde eine Rubrik für Frauen geschaffen, der Sportteil ausgebaut und eine Sonntagsbeilage initiiert, die 1985 wegen mangelnder Werbeeinnahmen wieder eingestellt wurde. Außerdem gelang es Pulliam, den populären Kolumnisten Lowell Nussbaum von der Indianapolis Times  abzuwerben. Er selbst scheute keine Kontroversen und verfasste regelmäßig Leitartikel. Bis 1947 wurde der Indianapolis Star die Zeitung mit der höchsten Auflage in Indiana und hält diese Position bis heute. Nach seinem Tod im Jahr 1975 wurde sein Sohn Eugene S. Pulliam neuer Herausgeber der Zeitung. Als dieser verstarb, kaufte 2000 das Medienunternehmen Gannett den Indianapolis Star.
Im Jahr 1975 gewann der Indianapolis Star einen Pulitzer-Preis für eine im Februar 1974 begonnene Artikelserie über Korruption innerhalb der Polizei von Indianapolis. Ein weiterer Pulitzer-Preis folgte 1991. In diesem Fall wurde eine Reportage über Ärzte in Indiana ausgezeichnet, die trotz verlorener Prozesse wegen Behandlungsfehlern weiterhin praktizierten, ohne dafür belangt zu werden. 